# 新北市汐止區保長國民小學
新北市汐止區保長國民小學(英語：Baochang Elementary School, Xizhi District, New Taipei City )，簡稱保長國小，是新北市汐止區保長坑一所市立國民小學。

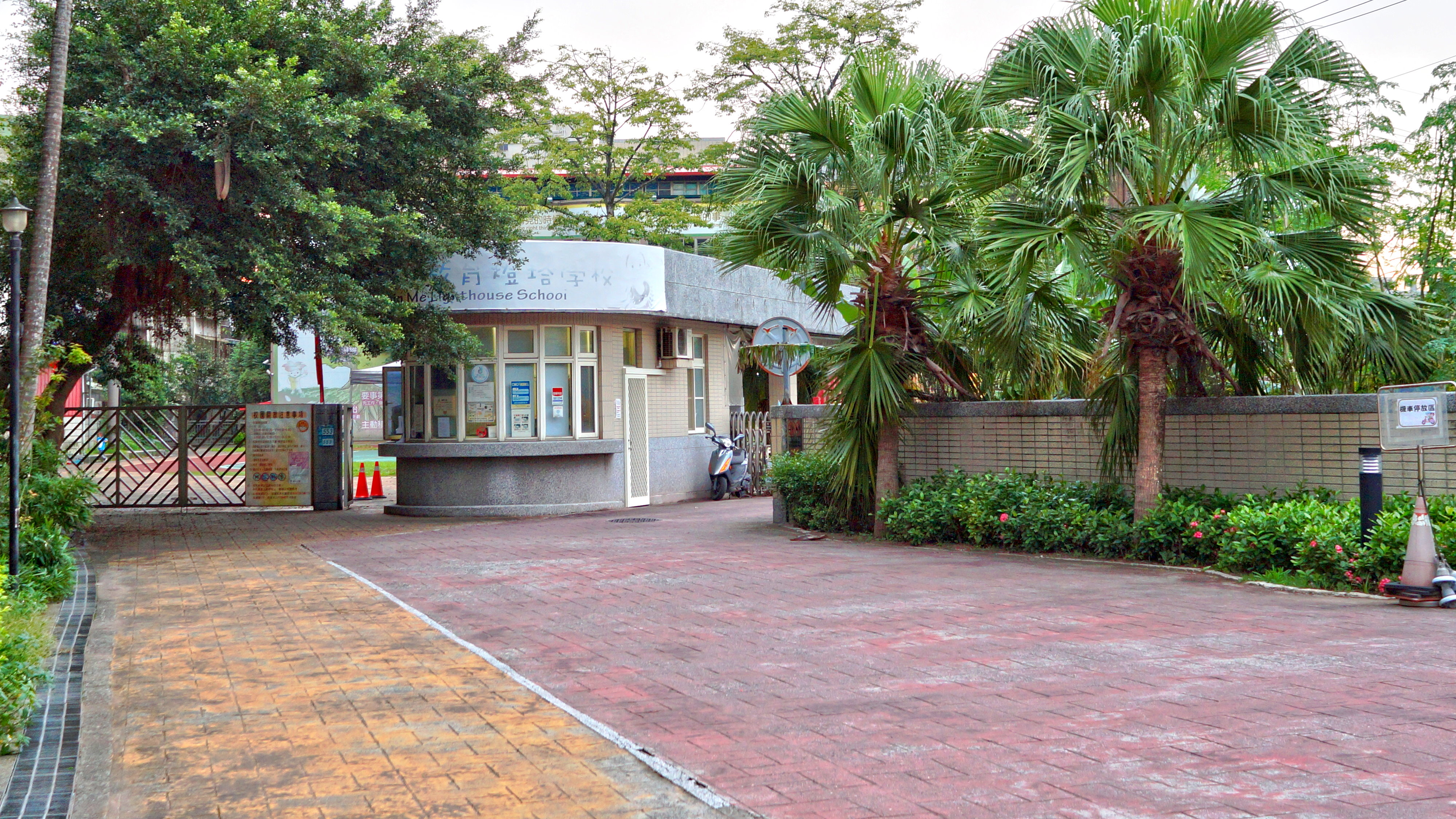
新北市汐止區保長國民小學大門

## 歷史沿革

### 本校簡史
- 1963年8月：由蘇萬先生捐地300坪，成立長安國小保長分班。興建教室、廁所各1間，收學生46名，由王美珍老師任教。
- 1969年8月26日：獨立升格為保長國小。
- 1998年4月1日：興建教學樓(現木棉樓)。
- 2001年11月8日：教師宿舍(現集賢樓)完工。
- 2012年6月6日：老舊校舍整建工程開工，拆除前棟兩樓(勤學樓、勵志樓)。
- 2014年5月15日：新建校舍(綠意樓、文薈樓及操場、校門)落成啟用典禮，時任新北市長朱立倫蒞校剪綵。
- 2015年：推行「七個習慣(史蒂芬·柯維)[1]」品德教育。
- 2017年3月28日：本校在周德銘校長帶領下，榮獲亞洲第一所公立小學燈塔學校標竿之殊榮。

### 歷任校長
1. 王美珍(分班主任)
2. 翁重峰(分班主任)
3. 陳棟樑
4. 康德恭
5. 蘇康韻
6. 左昂
7. 曾正美
8. 呂永財
9. 李新俊
10. 彭吉梅
11. 周德銘
12. 廖文彬
13. 黃鈺樺(現任校長)

## 學校特色

### 環境周邊
本校位於保長坑工業區、基隆港五堵貨櫃集散地區內，既不在山上，又與汐止市中心有距離，為典型的不山不市偏鄉學校。
校地東側有春源鋼鐵汐止廠，南側貼近民宅，西側為曾是中華民國憲兵營區的新北市政府消防局保長坑訓練中心。
因為以上諸多地理與地區發展因素，大多數學生多為弱勢家庭，如新住民子女、單親家庭、隔代教養家庭等，因此學校特別重視品格教育以輔助學校教學。

### 學生制服
考量到學生家庭可能無法負擔過多的服裝費用，因此本校僅有運動服而無制服。
而後本校在2014年以文字校徽另設計了校服，材質為橘色吸濕排汗衫，文字以單色綠色印刷。

### 品德教育
保長國小於2016年10月21日被教育部與新北市政府教育局評鑑為品德教育特色學校 。

### 校園環境
- 木棉樹

校內有五棵樹齡超過40年以上的木棉樹，不僅是本校學生校友有的共同記憶，更是保長國小的精神標誌。

校舍改建後的操場跑道，也為了保護木棉樹，特別設計成御飯糰形的三角跑道，從第四棵樹和第五棵之間穿過。跑道中圍出的空地設計為三個籃球半場；此運動場為保長坑地區三個公共運動空間之一。

第44屆六年孝班以木棉樹為雛型設計的飛力寶寶，在全校網路票選後成為本校之吉祥物。
- 校舍

學校校舍以木棉樓、綠意樓、文薈樓、集賢樓四棟相連組成。
木棉樓與集賢樓為目前校內僅存的改建前建物，而綠意樓及文薈樓即為改建工程後的新建物；綠意樓與文薈樓之間，是一片草坪中庭，兩棟以迎曦廊、頌月廊兩座長廊相連。
- 校區

校內分為國小部、附設幼兒園兩區。

### 校隊社團
本校有獨輪車隊、節奏樂隊、田徑隊等諸多校隊。

### 外語教育
由於多數學生為新住民子女，且引進美國管理師史蒂芬·柯維之七個習慣品格教育系統，可藉機增進學生英語能力。因此可在校園各處指標或標語上看見英語的蹤跡。

### 學校活動
- 木棉領導日
- 歲末才藝秀
- 運動會
- 園遊會
- 歲末感恩餐會